# Fédération bulgare de basket-ball
La Fédération bulgare de basket-ball (Българска федерация по баскетбол en bulgare) est une association, fondée en 1935, chargée d'organiser, de diriger et de développer le basket-ball en Bulgarie.
La Fédération représente le basket-ball auprès des pouvoirs publics ainsi qu'auprès des organismes sportifs nationaux et internationaux et, à ce titre, la Bulgarie dans les compétitions internationales. Elle défend également les intérêts moraux et matériels du basket-ball bulgare. Elle est affiliée à la FIBA depuis 1935, ainsi qu'à la FIBA Europe.
Elle organise également le championnat national.